# Алта Виста (Канзас)
Алта Виста (енгл. Alta Vista) град је у америчкој савезној држави Канзас.

## Демографија
По попису из 2010. године број становника је 444, што је 2 (0,5%) становника више него 2000. године.
| Група             | 2000.       | 2010.       |
| Белци             | 415 (93,9%) | 418 (94,1%) |
| Афроамериканци    | 0 (0,0%)    | 3 (0,7%)    |
| Азијати           | 0 (0,0%)    | 1 (0,2%)    |
| Хиспаноамериканци | 18 (4,1%)   | 19 (4,3%)   |
| Укупно            | 442         | 444         |